# Dispositivo trisector

Un dispositivo trisector ("tomahawk"), con su mango y la espiga regruesada

Un dispositivo trisector (conocido en inglés como tomahawk) es una herramienta utilizada en geometría para obtener gráficamente la trisección de un ángulo, permitiendo resolver el problema de dividir un ángulo cualquiera en tres partes iguales. Los bordes de la forma del instrumento incluyen un semicírculo y dos segmentos rectilíneos, dispuestos de manera que recuerda a la forma de un tomahawk, un hacha tradicional utilizada por los nativos de Norteamérica. También se ha denominado en ocasiones cuchilla de zapatero, aunque este último nombre es generalmente utilizado para denominar a una forma diferente, el arbelos (un triángulo curvilíneo acotado por tres semicírculos tangentes entre sí).

## Descripción
La forma básica de un dispositivo trisector consta de un semicírculo (la "hoja" del tomahawk), con un segmento rectilíneo cuya longitud coincide con el radio del semicírculo y que se extiende a continuación del diámetro del semicírculo (formando la "espiga " del tomahawk), y con otro segmento de longitud arbitraria (el "mango") perpendicular al diámetro. Para convertir la configuración geométrica en una herramienta física, el mango y la espiga pueden ser ensanchados, siempre que el segmento que recorre el mango continúe siendo parte de la frontera de la forma.  A diferencia de la trisección en la que se utiliza la escuadra de carpintero, el otro lado del mango no es imprescindible que sea paralelo al segmento rectilíneo.
En algunos casos el diseño incluye un círculo completo en lugar de un semicírculo, o también aparece regruesado a lo largo del diámetro del semicírculo,  pero estas modificaciones no implican ninguna diferencia al funcionamiento del dispositivo como trisector.

## Trisección

Un tomahawk trisecando un ángulo. La línea AD (el mango) es una de las trisectrices, mientras que la línea de puntos AC (trazada por el centro del semicírculo) forma la otra

Para trisecar un ángulo con el tomahawk,  el instrumento debe colocarse con la línea del mango pasando por el vértice del ángulo, con el semicírculo (situado dentro del ángulo) tangente a uno de los dos rayos que forman el ángulo, y con el extremo de la espiga situado sobre el otro rayo del ángulo. Entonces, una de las dos trisectrices coincide con el segmento del mango, y la otra pasa a través del centro del semicírculo. Si el ángulo que se debe trisecar es muy agudo, es posible que el dispositivo no pueda alojarse dentro del ángulo (o bien, que la longitud del mango no sea suficiente para alcanzar el vértice). Esta dificultad puede superarse duplicando el ángulo original las veces necesarias hasta que sea suficientemente grande para poder alojar el tomahawk en su interior, y una vez trisecado el ángulo ampliado, el ángulo resultado de la trisección se biseca sucesivamente (es decir, se divide por dos) tantas veces como se hubiera duplicado previamente el ángulo original.
Si se denomina al vértice del ángulo A, al punto de tangencia del semicírculo B, al centro del semicírculo C, a la parte superior del mango D, y el extremo de la espiga E, entonces los triángulos ACD y ADE  son triángulos rectángulos con una base compartida e igual altura, así que  son triángulos congruentes. Dado que los lados AB y BC del triángulo ABC son respectivamente una tangente y un radio del semicírculo,  ambos forman entre sí un ángulo recto y ABC es también un triángulo rectángulo, que tiene la misma hipotenusa que ACD y las mismas longitudes de lado BC = CD, por lo que también es congruente con los otros dos triángulos, lo que permite demostrar que los tres ángulos que coinciden en el vértice A son iguales entre sí.
A pesar de que el tomahawk se puede construir utilizando solamante regla y compás, y permite trisecar un ángulo, no contradice el teorema publicado en 1837 por Pierre Wantzel, que afirma que un ángulo arbitrario no puede ser trisecado utilizando solamente la regla y el compás. El motivo es que el hecho de que el dispositivo deba ser ajustado a una posición determinada, es una forma de neusis, un tipo de operación no admitida entre las construcciones con regla y compás permitidas.

## Historia
El inventor del dispositivo trisector es desconocido, pero las referencias más tempranas al instrumento provienen del siglo XIX en Francia. Data al menos de 1835, cuando aparece en un libro de Claude Lucien Bergery, titulado Géométrie appliquée à l'industrie, à l'uso des artistes et des ouvriers (3.ª edición). Otra publicación temprana en la que se cita el mismo método de trisección fue escrita por Henri Brocard en 1877, quien atribuye la invención del instrumento en 1863 al oficial naval francés Pierre-Joseph Glotin. d.